# Fußball-Club Sachsen Leipzig 1990 2008-2009
Questa voce raccoglie le informazioni riguardanti il Fußball-Club Sachsen Leipzig 1990 nelle competizioni ufficiali della stagione 2008-2009.

## Stagione
Nella stagione 2008-2009 il Sachsen Lipsia, allenato da Dirk Heyne, concluse il campionato di Regionalliga nord al 17º posto e fu retrocesso in Oberliga.

## Rosa
| N. |                     | Ruolo | Calciatore          |
| -- | ------------------- | ----- | ------------------- |
| 1  | Germania (bandiera) | P     | Daniel Lippmann     |
| 2  | Germania (bandiera) | D     | Robert Gerber       |
| 2  | Germania (bandiera) | C     | Peter Schlieder     |
| 3  | Germania (bandiera) | D     | Ante Balic          |
| 4  | Germania (bandiera) | A     | Adriano Grimaldi    |
| 5  | Germania (bandiera) | C     | Kai Hempel          |
| 6  | Germania (bandiera) | C     | Daniel Baude        |
| 7  | Germania (bandiera) | D     | Florian Felke       |
| 7  | Germania (bandiera) | C     | Ronny Garbuschewski |
| 8  | Germania (bandiera) | A     | Christian Haufe     |
| 9  | Germania (bandiera) | A     | Nico Breitkopf      |
| 10 | Germania (bandiera) | D     | Tom Baumgart        |
| 10 | Germania (bandiera) | C     | Paul Schinke        |
| 11 | Germania (bandiera) | A     | Daniel Heinze       |
| 12 | Germania (bandiera) | A     | Timo Breitkopf      |
| 13 | Germania (bandiera) | D     | Richard Baum        |
| 14 | Germania (bandiera) | C     | Benjamin Schmidt    |

| N. |                     | Ruolo | Calciatore       |
| -- | ------------------- | ----- | ---------------- |
| 15 | Germania (bandiera) | D     | Enrico Köckeritz |
| 17 | Germania (bandiera) | C     | Sven Moritz      |
| 18 | Germania (bandiera) | A     | Thomas Hönemann  |
| 19 | Germania (bandiera) | D     | Heiner Backhaus  |
| 20 | Germania (bandiera) | D     | Danny Moses      |
| 20 | Germania (bandiera) | A     | Paul Stöbe       |
| 21 | Germania (bandiera) | D     | Martin Werner    |
| 22 | Serbia (bandiera)   | P     | Boris Jovanović  |
| 25 | Germania (bandiera) | P     | Marius Kansy     |
| 26 | Germania (bandiera) | C     | Daniel Rupf      |
| 27 | Germania (bandiera) | A     | Nicolas Grimaldi |
|    | Germania (bandiera) | D     | Kevin Baierlein  |
|    | Germania (bandiera) | D     | Sven Werner      |
|    | Germania (bandiera) | C     | Marcus Brodkorb  |
|    | Germania (bandiera) | C     | Robert Häring    |
|    | Germania (bandiera) | C     | Daniel Schneider |
|    | Germania (bandiera) | A     | Mirko Jentzsch   |

## Organigramma societario
Area tecnica
- Allenatore: Dirk Heyne
- Allenatore in seconda: Michael Breitkopf
- Preparatore dei portieri:
- Preparatori atletici:
- Analisi video:

## Calciomercato

### Sessione estiva
| Acquisti | Acquisti         | Acquisti             | Acquisti |
| R.       | Nome             | da                   | Modalità |
| -------- | ---------------- | -------------------- | -------- |
| C        | Daniel Rupf      | Erzgebirge Aue       |          |
| D        | Kevin Baierlein  | Sachsen Lipsia U17   |          |
| D        | Ante Balic       | Bayreuth             |          |
| C        | Daniel Baude     | Eilenburg            |          |
| A        | Christian Haufe  | Eilenburg            |          |
| A        | Thomas Hönemann  | Markranstädt         |          |
| C        | Sven Moritz      | Eilenburg            |          |
| D        | Danny Moses      | Zwickau              |          |
| C        | Patrick Petzold  | Markranstädt         |          |
| C        | Mathias Polten   | Eilenburg            |          |
| A        | Salvatore Rogoli | Neustrelitz          |          |
| D        | Martin Werner    | Arminia Bielefeld II |          |

| Cessioni | Cessioni        | Cessioni        | Cessioni |
| R.       | Nome            | a               | Modalità |
| -------- | --------------- | --------------- | -------- |
| D        | Matthias Kühne  | Elversberg      |          |
| D        | Jens Möckel     | Rot-Weiß Erfurt |          |
| C        | Karsten Oswald  | Meuselwitz      |          |
| C        | Catalin Racanel | Magdeburgo      |          |
| A        | Tino Semmer     | Rot-Weiß Erfurt |          |

### Sessione invernale
| Acquisti | Acquisti         | Acquisti        | Acquisti |
| R.       | Nome             | da              | Modalità |
| -------- | ---------------- | --------------- | -------- |
| D        | Sam Brill        | N.E. Revolution |          |
| D        | Heiner Backhaus  | Kitchee         |          |
| A        | Adriano Grimaldi | SCW Göttingen   |          |
| A        | Nicolas Grimaldi | SCW Göttingen   |          |

| Cessioni | Cessioni         | Cessioni          | Cessioni |
| R.       | Nome             | a                 | Modalità |
| -------- | ---------------- | ----------------- | -------- |
| D        | Sam Brill        | Ljungskile        |          |
| A        | Norman Gandaa    | Eilenburg         |          |
| C        | Patrick Petzold  | Eilenburg         |          |
| C        | Mathias Polten   | Sachsen Lipsia II |          |
| A        | Salvatore Rogoli | Grün-Weiß Wolfen  |          |
| D        | Béla Virág       | Eilenburg         |          |

## Risultati

### Regionalliga

#### Girone di andata
| Halle 17 agosto 2008, ore 14:00 CEST 1ª giornata | Hallescher | 0 – 0 referto | Sachsen Lipsia | Kurt-Wabbel-Stadion (1 792 spett.)\| Arbitro: \| Zwayer \| |
| Arbitro:                                         | Zwayer     |               |                |                                                            |

| Arbitro: | Schalk |

|            |           |             |
| Hempel 45’ | Marcatori | 90’ Behrens |

| Arbitro: | Thomsen |

|                   |           |                  |
| Agro 24’ Huke 87’ | Marcatori | 5’ Garbuschewski |

| Arbitro: | Aytekin |

|            |           |  |
| Hempel 71’ | Marcatori |  |

| Arbitro: | Perl |

|             |           |  |
| Paulick 13’ | Marcatori |  |

| Arbitro: | Wenkel |

|  |           |                                |
|  | Marcatori | 14’, 35’ Tüting 16’, 70’ Menga |

| Lipsia 4 ottobre 2008, ore 14:00 CEST 7ª giornata | Sachsen Lipsia | 0 – 0 referto | Lubecca | Zentralstadion (2 810 spett.)\| Arbitro: \| Beitinger \| |
| Arbitro:                                          | Beitinger      |               |         |                                                          |

| Wilhelmshaven 19 ottobre 2008, ore 14:00 CEST 8ª giornata | Wilhelmshaven | 0 – 0 referto | Sachsen Lipsia | Jadestadion (643 spett.)\| Arbitro: \| Frömel \| |
| Arbitro:                                                  | Frömel        |               |                |                                                  |

| Arbitro: | Sippel |

|  |           |              |
|  | Marcatori | 30’ Wejsfelt |

| Arbitro: | Lämmchen |

|             |           |                                |
| Reissig 50’ | Marcatori | 24’ Garbuschewski 84’ Hönemann |

| Arbitro: | Winkmann |

|              |           |                              |
| Hönemann 25’ | Marcatori | 38’ Westphal 63’, 67’ Tunjic |

| Arbitro: | Fischer |

|                  |           |  |
| N'Diaye 41’, 47’ | Marcatori |  |

| Arbitro: | Steuer |

|  |           |                                |
|  | Marcatori | 28’ Muzzicato 55’, 69’ Sembolo |

| Arbitro: | Aytekin |

|                                   |           |           |
| Schlosser 39’ Emmerich 51’ (rig.) | Marcatori | 49’ Haufe |

| Arbitro: | Zacher |

|  |           |                |
|  | Marcatori | 80’ Yiğituşağı |

| Arbitro: | Nowak |

|                |           |          |
| Siedschlag 78’ | Marcatori | 80’ Baum |

| Lipsia 14 dicembre 2008, ore 14:00 CET 17ª giornata | Sachsen Lipsia | 0 – 0 referto | Babelsberg | Zentralstadion (3 462 spett.)\| Arbitro: \| Fritz \| |
| Arbitro:                                            | Fritz          |               |            |                                                      |

#### Girone di ritorno
| Arbitro: | Kempter |

|  |           |                                                      |
|  | Marcatori | 2’ (rig.) Kanitz 59’ Kunze 81’ Beck 83’ (rig.) Görke |

| Arbitro: | Schempershauwe |

|                                       |           |  |
| Kazior 11’ Schahin 52’, 85’ Torun 78’ | Marcatori |  |

| Arbitro: | Wagner |

|               |           |              |
| Breitkopf 53’ | Marcatori | 15’ Piszczek |

| Arbitro: | Stor |

|  |           |              |
|  | Marcatori | 52’ Grimaldi |

| Arbitro: | Stieler |

|  |           |                                |
|  | Marcatori | 31’, 89’ Zimmermann 70’ Soltau |

| Arbitro: | Thielert |

|                                  |           |                           |
| Becker 4’ Lukimya 49’ Gusche 81’ | Marcatori | 28’ Schinke 45’ Breitkopf |

| Arbitro: | Trautmann |

|             |           |          |
| Henning 67’ | Marcatori | 19’ Baum |

| Arbitro: | Wiatrek |

|                                    |           |           |
| Schinke 21’ Rupf 70’ Breitkopf 86’ | Marcatori | 54’ Azizi |

| Magdeburgo 17 aprile 2009, ore 20:00 CEST 26ª giornata | Magdeburgo | 0 – 0 referto | Sachsen Lipsia | Stadion Magdeburg (10 552 spett.)\| Arbitro: \| Bandurski \| |
| Arbitro:                                               | Bandurski  |               |                |                                                              |

| Arbitro: | Pflaum |

|                                                |           |              |
| Backhaus 33’ (rig.) Grimaldi 56’ Breitkopf 83’ | Marcatori | 23’ Petersen |

| Arbitro: | Kuhl |

|                          |           |           |
| Rabenhorst 4’ Starck 31’ | Marcatori | 27’ Balic |

| Arbitro: | Hammer |

|  |           |                        |
|  | Marcatori | 31’ Cankaya 51’ Lemcke |

| Arbitro: | Preuß |

|                             |           |  |
| Bobrowski 37’ Muzzicato 57’ | Marcatori |  |

| Arbitro: | Achmüller |

|  |           |                      |
|  | Marcatori | 57’ Hampf 65’ Boltze |

| Arbitro: | Seidel |

|                            |           |               |
| Proschwitz 50’ Büchler 73’ | Marcatori | 32’ Schlieder |

| Arbitro: | Schmickartz |

|  |           |                                     |
|  | Marcatori | 14’ Brückner 32’ Wulff 89’ Hoffmann |

| Arbitro: | Siebert |

|             |           |  |
| N'Diaye 65’ | Marcatori |  |

## Statistiche

### Statistiche di squadra
| Competizione      | Punti | In casa | In casa | In casa | In casa | In casa | In casa | In trasferta | In trasferta | In trasferta | In trasferta | In trasferta | In trasferta | Totale | Totale | Totale | Totale | Totale | Totale | DR  |
| Competizione      | Punti | G       | V       | N       | P       | Gf      | Gs      | G            | V            | N            | P            | Gf           | Gs           | G      | V      | N      | P      | Gf     | Gs     | DR  |
| ----------------- | ----- | ------- | ------- | ------- | ------- | ------- | ------- | ------------ | ------------ | ------------ | ------------ | ------------ | ------------ | ------ | ------ | ------ | ------ | ------ | ------ | --- |
| Regionalliga nord | 24    | 17      | 3       | 4       | 10      | 10      | 30      | 17           | 2            | 5            | 10           | 11           | 24           | 34     | 5      | 9      | 20     | 21     | 54     | -33 |
| Totale            | 24    | 17      | 3       | 4       | 10      | 10      | 30      | 17           | 2            | 5            | 10           | 11           | 24           | 34     | 5      | 9      | 20     | 21     | 54     | -33 |

### Andamento in campionato
| Giornata  | 1  | 2  | 3  | 4  | 5  | 6  | 7  | 8  | 9  | 10 | 11 | 12 | 13 | 14 | 15 | 16 | 17 | 18 | 19 | 20 | 21 | 22 | 23 | 24 | 25 | 26 | 27 | 28 | 29 | 30 | 31 | 32 | 33 | 34 |
| --------- | -- | -- | -- | -- | -- | -- | -- | -- | -- | -- | -- | -- | -- | -- | -- | -- | -- | -- | -- | -- | -- | -- | -- | -- | -- | -- | -- | -- | -- | -- | -- | -- | -- | -- |
| Luogo     | T  | C  | T  | C  | T  | C  | C  | T  | C  | T  | C  | T  | C  | T  | C  | T  | C  | C  | T  | C  | T  | C  | T  | T  | C  | T  | C  | T  | C  | T  | C  | T  | C  | T  |
| Risultato | N  | N  | P  | V  | P  | P  | N  | N  | P  | V  | P  | P  | P  | P  | P  | N  | N  | P  | P  | N  | V  | P  | P  | N  | V  | N  | V  | P  | P  | P  | P  | P  | P  | P  |
| Posizione | 11 | 13 | 15 | 11 | 13 | 15 | 15 | 14 | 15 | 13 | 15 | 16 | 17 | 17 | 17 | 17 | 17 | 17 | 17 | 17 | 17 | 17 | 17 | 17 | 17 | 17 | 16 | 17 | 17 | 17 | 17 | 17 | 17 | 17 |

Legenda:

Luogo: C = Casa; T = Trasferta. Risultato: V = Vittoria; N = Pareggio; P = Sconfitta.

### Statistiche dei giocatori
| Giocatore        | Regionalliga nord | Regionalliga nord | Regionalliga nord | Regionalliga nord | Regionalliga-Qualifikation | Regionalliga-Qualifikation | Regionalliga-Qualifikation | Regionalliga-Qualifikation | Totale   | Totale | Totale      | Totale     |
| Giocatore        | Presenze          | Reti              | Ammonizioni       | Espulsioni        | Presenze                   | Reti                       | Ammonizioni                | Espulsioni                 | Presenze | Reti   | Ammonizioni | Espulsioni |
| ---------------- | ----------------- | ----------------- | ----------------- | ----------------- | -------------------------- | -------------------------- | -------------------------- | -------------------------- | -------- | ------ | ----------- | ---------- |
| H. Backhaus      | 15                | 1                 | 4                 | 0                 | 0                          | 0                          | 0                          | 0                          | 15       | 1      | 4           | 0          |
| K. Baierlein     | 3                 | 0                 | 0                 | 0                 | 0                          | 0                          | 0                          | 0                          | 3        | 0      | 0           | 0          |
| A. Balic         | 24                | 1                 | 5                 | 1                 | 0                          | 0                          | 0                          | 0                          | 24       | 1      | 5           | 1          |
| D. Baude         | 1                 | 0                 | 0                 | 0                 | 0                          | 0                          | 0                          | 0                          | 1        | 0      | 0           | 0          |
| R. Baum          | 27                | 2                 | 13                | 0                 | 2                          | 2                          | 0                          | 0                          | 29       | 4      | 13          | 0          |
| T. Baumgart      | 1                 | 0                 | 0                 | 0                 | 0                          | 0                          | 0                          | 0                          | 1        | 0      | 0           | 0          |
| F. Berger        | 0                 | 0                 | 0                 | 0                 | 0                          | 0                          | 0                          | 0                          | 0        | 0      | 0           | 0          |
| N. Breitkopf     | 23                | 3                 | 2                 | 0                 | 0                          | 0                          | 0                          | 0                          | 23       | 3      | 2           | 0          |
| T. Breitkopf     | 21                | 1                 | 4                 | 1                 | 2                          | 1                          | 0                          | 0                          | 23       | 2      | 4           | 1          |
| S. Brill         | 2                 | 0                 | 0                 | 0                 | 0                          | 0                          | 0                          | 0                          | 2        | 0      | 0           | 0          |
| M. Brodkorb      | 2                 | 0                 | 0                 | 0                 | 0                          | 0                          | 0                          | 0                          | 2        | 0      | 0           | 0          |
| M. Dietrich      | 0                 | 0                 | 0                 | 0                 | 1                          | 0                          | 0                          | 0                          | 1        | 0      | 0           | 0          |
| F. Felke         | 6                 | 0                 | 0                 | 0                 | 0                          | 0                          | 0                          | 0                          | 6        | 0      | 0           | 0          |
| N. Gandaa        | 7                 | 0                 | 1                 | 0                 | 2                          | 0                          | 0                          | 0                          | 9        | 0      | 1           | 0          |
| R. Garbuschewski | 22                | 2                 | 9                 | 1                 | 2                          | 1                          | 0                          | 0                          | 24       | 3      | 9           | 1          |
| R. Gerber        | 19                | 0                 | 5                 | 0                 | 0                          | 0                          | 0                          | 0                          | 19       | 0      | 5           | 0          |
| A. Grimaldi      | 10                | 2                 | 0                 | 0                 | 0                          | 0                          | 0                          | 0                          | 10       | 2      | 0           | 0          |
| N. Grimaldi      | 6                 | 0                 | 0                 | 0                 | 0                          | 0                          | 0                          | 0                          | 6        | 0      | 0           | 0          |
| C. Haufe         | 14                | 1                 | 4                 | 0                 | 0                          | 0                          | 0                          | 0                          | 14       | 1      | 4           | 0          |
| D. Heinze        | 23                | 0                 | 3                 | 0                 | 2                          | 0                          | 0                          | 0                          | 25       | 0      | 3           | 0          |
| K. Hempel        | 23                | 2                 | 4                 | 1                 | 2                          | 0                          | 0                          | 0                          | 25       | 2      | 4           | 1          |
| R. Häring        | 1                 | 0                 | 0                 | 0                 | 0                          | 0                          | 0                          | 0                          | 1        | 0      | 0           | 0          |
| T. Hönemann      | 13                | 2                 | 1                 | 0                 | 0                          | 0                          | 0                          | 0                          | 13       | 2      | 1           | 0          |
| M. Jentzsch      | 1                 | 0                 | 0                 | 0                 | 0                          | 0                          | 0                          | 0                          | 1        | 0      | 0           | 0          |
| B. Jovanović     | 1                 | 0                 | 0                 | 0                 | 0                          | 0                          | 0                          | 0                          | 1        | 0      | 0           | 0          |
| M. Kansy         | 4                 | 0                 | 0                 | 0                 | 0                          | 0                          | 0                          | 0                          | 4        | 0      | 0           | 0          |
| E. Köckeritz     | 27                | 0                 | 8                 | 0                 | 2                          | 0                          | 0                          | 0                          | 29       | 0      | 8           | 0          |
| M. Kühne         | 0                 | 0                 | 0                 | 0                 | 2                          | 0                          | 1                          | 0                          | 2        | 0      | 1           | 0          |
| D. Lippmann      | 31                | 0                 | 0                 | 0                 | 2                          | 0                          | 0                          | 0                          | 33       | 0      | 0           | 0          |
| S. Moritz        | 25                | 0                 | 4                 | 0                 | 0                          | 0                          | 0                          | 0                          | 25       | 0      | 4           | 0          |
| D. Moses         | 17                | 0                 | 6                 | 0                 | 0                          | 0                          | 0                          | 0                          | 17       | 0      | 6           | 0          |
| J. Möckel        | 0                 | 0                 | 0                 | 0                 | 2                          | 0                          | 0                          | 0                          | 2        | 0      | 0           | 0          |
| K. Oswald        | 0                 | 0                 | 0                 | 0                 | 2                          | 0                          | 1                          | 0                          | 2        | 0      | 1           | 0          |
| M. Polten        | 4                 | 0                 | 1                 | 0                 | 0                          | 0                          | 0                          | 0                          | 4        | 0      | 1           | 0          |
| C. Racanel       | 0                 | 0                 | 0                 | 0                 | 0                          | 0                          | 0                          | 0                          | 0        | 0      | 0           | 0          |
| M. Richter       | 0                 | 0                 | 0                 | 0                 | 0                          | 0                          | 0                          | 0                          | 0        | 0      | 0           | 0          |
| S. Rogoli        | 14                | 0                 | 1                 | 0                 | 0                          | 0                          | 0                          | 0                          | 14       | 0      | 1           | 0          |
| M. Rozgonyi      | 0                 | 0                 | 0                 | 0                 | 2                          | 0                          | 1                          | 0                          | 2        | 0      | 1           | 0          |
| D. Rupf          | 20                | 1                 | 3                 | 0                 | 0                          | 0                          | 0                          | 0                          | 20       | 1      | 3           | 0          |
| P. Schinke       | 15                | 2                 | 0                 | 0                 | 0                          | 0                          | 0                          | 0                          | 15       | 2      | 0           | 0          |
| P. Schlieder     | 6                 | 1                 | 2                 | 0                 | 0                          | 0                          | 0                          | 0                          | 6        | 1      | 2           | 0          |
| B. Schmidt       | 6                 | 0                 | 1                 | 0                 | 0                          | 0                          | 0                          | 0                          | 6        | 0      | 1           | 0          |
| D. Schneider     | 1                 | 0                 | 0                 | 0                 | 0                          | 0                          | 0                          | 0                          | 1        | 0      | 0           | 0          |
| T. Semmer        | 0                 | 0                 | 0                 | 0                 | 2                          | 2                          | 0                          | 0                          | 2        | 2      | 0           | 0          |
| P. Stöbe         | 4                 | 0                 | 1                 | 0                 | 0                          | 0                          | 0                          | 0                          | 4        | 0      | 1           | 0          |
| B. Virág         | 1                 | 0                 | 0                 | 0                 | 0                          | 0                          | 0                          | 0                          | 1        | 0      | 0           | 0          |
| M. Werner        | 20                | 0                 | 2                 | 1                 | 0                          | 0                          | 0                          | 0                          | 20       | 0      | 2           | 1          |
| S. Werner        | 5                 | 0                 | 1                 | 0                 | 0                          | 0                          | 0                          | 0                          | 5        | 0      | 1           | 0          |